# Дом Шкоренковых
Дом Шкоренковых (дом Шкоренкова) — историческое здание XVIII века в селе Дединово Луховицкого городского округа. Дом располагается на берегу Оки. Объект культурного наследия федерального значения.

## История
Здание построено в третьей четверти XVIII века для вотчинного правления и является старейшим в Дединове гражданским зданием. Дом был известен также как «губная тюрьма». После 1861 года дом перешёл в частное владение купеческой семьи Шкоренковых и стал жилым, тогда же был перестроен.

## Архитектура
Первоначально здание оформлено в стиле барокко. При перестройке нарядные барочные наличники были стёсаны, окна растёсаны или перебиты, фасады оштукатурены. Структура фасадов сохранена: стены членятся лопатками, переходящими в сдвоенные пилястры, близкие к дорическому ордеру, с кирпичными капителями, сохранился и ритм окон второго этажа. У некоторых окон на северном и восточном фасаде частично сохранились наличники с лучковым завершением, а также металлические решётки с крестчатым и кубоватым раппортом. Здание в плане приблизительно квадратное (15,4 х 14,5 м), крыша четырёхскатная. Со стороны двора пристроены деревянные сени XIX века, через которые осуществляется вход в основное здание и сводчатый полуподвал, где, по преданиям, и была тюрьма. Здание ценно как одна из архитектурных доминант на берегу реки.